# 黄草镇 (盐源县)
黄草镇，是中华人民共和国四川省凉山彝族自治州盐源县下辖的一个乡镇级行政单位。2020年6月，撤销巫木乡，将原巫木乡所属行政区域划归黄草镇管辖。

## 行政区划
黄草镇下辖以下地区：
岔秋村、泡木林村、黄草坝村、老麦沟村、元宝村、黄腊沟村、格郎河村、王家坝村、达卡村和小黄草村。